# Karol Sęk
Karol Sęk ps. „Rolka”, „Jakub” (ur. 21 października 1893 w Brwinowie, zm. 7 czerwca 1952 w Warszawie) – oficer służby stałej Wojska Polskiego II RP (major), członek Tajnej Armii Polskiej, Konfederacji Zbrojnej, Narodowej Organizacji Wojskowej, Narodowych Sił Zbrojnych i Narodowego Zjednoczenia Wojskowego, komendant Okręgu Podlaskiego NZW.

## Życiorys

### Młodość
Uczęszczał do rosyjskojęzycznego III Gimnazjum Rządowego w imperialnej Warszawie. W 1909 zorganizował antyniemiecką manifestację w rocznicę strajku polskich dzieci w cesarskiej Wrześni, podczas której zerwał i podeptał herb Cesarstwa Niemieckiego z siedziby konsulatu Cesarstwa Niemieckiego. Za karę został wydalony ze szkoły i osadzony na 11 miesięcy w Cytadeli. Po wyjściu na wolność podjął pracę na kolei, jednocześnie ucząc się w domu. Pod koniec 1911 został zwolniony z pracy na skutek interwencji imperialnej tzw. Ochrany. Wyjechał następnie do guberni kijowskiej, gdzie przy pomocy działaczy PPS znalazł pracę w Kijowie, a następnie w Humaniu. W 1914 udał się na Kaukaz, chwytając się różnych zajęć. Jeszcze w tym samym roku powrócił do Warszawy.

### I wojna światowa i służba w II Korpusie Polskim w Rosji
W początkowym okresie I wojny światowej został aresztowany przez Rosjan i uwięziony w więzieniu w Smoleńsku. Następnie wcielono go do armii rosyjskiej. W Smoleńsku ukończył szkołę podoficerów artylerii. Przydzielony do 5 baterii 52 Górskiej Brygady Artylerii Polowej, został skierowany na front w Karpaty. Za męstwo w walkach dostał order św. Jerzego. Po wybuchu w Rosji rewolucji lutowej wstąpił do II Korpusu Polskiego, w którym służył w IV Brygadzie Artylerii. Podczas bitwy pod Kaniowem 11-12 maja 1918 został ranny, a następnie wzięty do niewoli niemieckiej. Zbiegł z transportu kolejowego (ponownie ranny) i dołączył do tworzącej się 4 Dywizji Strzelców Polskich gen. Lucjana Żeligowskiego. W styczniu 1919 mianowano go dowódcą 2 baterii I dywizjonu artylerii; uczestniczył w bitwach z bolszewikami pod Odessą i Tyraspolem. Następnie pieszo przedostał się do Polski.

### Lata 1919-1920
Wstąpił do odrodzonego Wojska Polskiego. Walczył z Ukraińcami podczas ataku wojsk polskich na Jazłowiec – Halicz. Ukończył podchorążówkę artylerii w stopniu podporucznika. Brał udział w wojnie polsko-bolszewickiej 1919-1920; walczył m.in. na przedmościu warszawskim w sierpniu 1920 jako oficer 9 baterii 19 pułku artylerii polowej w składzie 1 Dywizji Litewsko-Białoruskiej. Został odznaczony Krzyżem Walecznych za „odwagę i zimną krew” wykazane 15 sierpnia 1920 w bitwie pod Radzyminem. Brał udział w dalszych walkach dywizji pod Lidą, Wilnem i Rykontami.

### Dwudziestolecie międzywojenne XX w. i Wojna Obronna 1939 r.
Od 1921 pracował w PKU-Wilno jako urzędnik ds. specjalnych. Od połowy lat 20 XX w. był szefem ekspozytury Oddziału II Sztabu Generalnego WP w Wilnie. Jednocześnie podjął studia prawnicze na Uniwersytecie Wileńskim. Ukończył szkołę podchorążych piechoty wyróżniony pamiątkową szablą. W 1930 przeszedł w Warszawie specjalny kurs wywiadu i kontrwywiadu. Od 1933 był szefem placówki wywiadowczej w Siedlcach. Doprowadził do schwytania wielu agentów sowieckich i niemieckich. Brał udział w kampanii wrześniowej 1939 w obronie Wilna i obronie Grodna. Dostał się do niewoli radzieckiej, ale nierozpoznany przez NKWD jako oficer po kilku dniach uciekł z obozu jenieckiego.

### Konspiracja antyniemiecka
W czasie okupacji niemieckiej zaangażował się w działalność konspiracyjną. Początkowo współorganizował tajne struktury IV Okręgu Tajnej Armii Polskiej na Podlasiu. Następnie został szefem lokalnej komórki wywiadu. Wraz z TAP przeszedł do Konfederacji Zbrojnej, a potem do Narodowej Organizacji Wojskowej. Od końca 1942 był członkiem Narodowych Sił Zbrojnych, w których pracował w komórce wywiadu i kontrwywiadu Okręgu XII Podlaskiego. Trzykrotnie był aresztowany przez Niemców, ostatecznie trafił do obozu koncentracyjnego na Majdanku, z którego po kilku miesiącach został zwolniony. Opracował plan odbicia z więzienia siedleckiego kilku oficerów NSZ, w tym komendanta Okręgu XII, ppłk. Stanisława Miodońskiego ps. „Sokół”, a następnie współdziałał w jego realizacji.

### Konspiracja antykomunistyczna
Po wkroczeniu do Siedlec Armii Czerwonej został aresztowany przez NKWD i wywieziony do łagru filtracyjnego nr 283 w Stalinogorsku pod Smoleńskiem. Po powrocie do Polski w 1945 zaangażował się w antykomunistyczną działalność konspiracyjną w ramach Narodowego Zjednoczenia Wojskowego. Był zastępcą, a od kwietnia 1946 pełnił funkcję komendanta Okręgu Podlaskiego NZW. Zorganizował 3 oddziały Pogotowia Akcji Specjalnej. W grudniu 1950 został aresztowany przez UB. Po brutalnym śledztwie w więzieniu przy ul. 11 Listopada w Warszawie został skazany na śmierć przez sędziego Stefana Michnika. Stracono go 7 czerwca 1952 w więzieniu mokotowskim.
W 1998 został zrehabilitowany. Miejsce jego pochówku do dziś jest nieznane. Grób symboliczny znajduje się na Cmentarzu Wojskowym na Powązkach w Warszawie, w Kwaterze „Na Łączce”.

## Odznaczenia
Był odznaczony m.in. Złotym Krzyżem Zasługi i Krzyżem Walecznych.